# Serviceclub

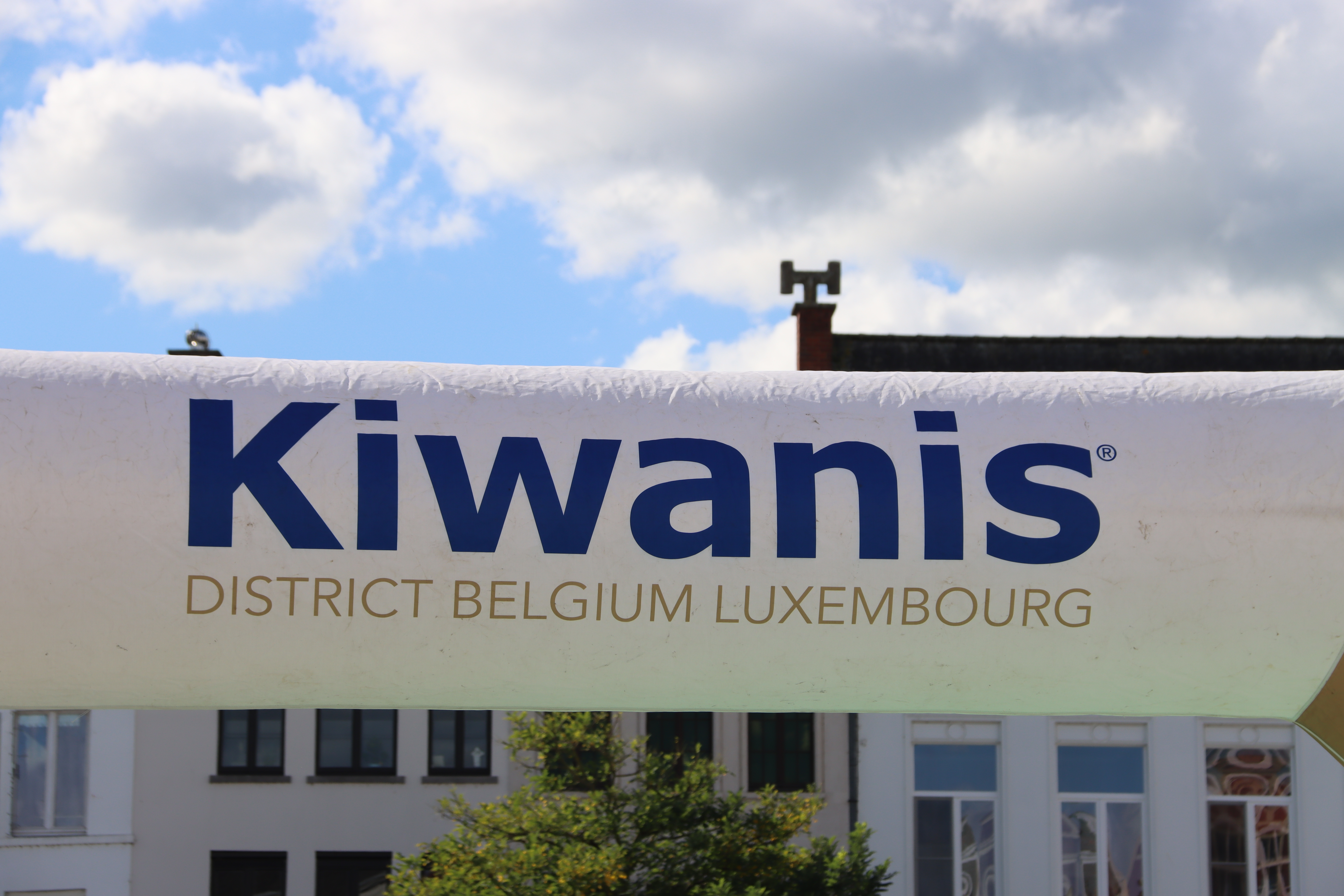
Kiwanis serviceclub

Een serviceclub is een vrijwillige non-profitorganisatie waarvan de leden elkaar regelmatig ontmoeten om liefdadigheidswerk te doen door metterdaad bij te dragen of door het werven van middelen voor andere organisaties.

## Opbouw
Een serviceclub is in eerste instantie gericht op haar maatschappelijke missie, hetgeen externe dienstbaarheid wordt genoemd. Ten tweede wordt zij gekenmerkt door interne dienstbaarheid. Leden worden gestimuleerd bij te dragen aan sociale activiteiten, netwerken en mogelijkheden tot persoonlijke ontplooiing. De ideologische motieven van een serviceclub zijn niet per definitie uniek, hoewel de organisaties die wel een meer exclusief beleid hanteren hun leden meer geïdentificeerd zien met hun associatie. Zoals vroeger bijvoorbeeld religieuze organisaties een basis vormden voor sociaalmaatschappelijke instanties als ziekenhuizen, zo doen serviceclubs veel nuttig werk voor goede doelen en voor hun gemeenschap.
Oorspronkelijk was een van de onderscheidende kenmerken van een serviceclub dat lidmaatschap uitsluitend mogelijk was op basis van uitnodiging. Tegenwoordig is het het nog steeds zo dat lidmaatschap bij veel serviceclubs alleen mogelijk is indien men wordt uitgenodigd om lid te worden van de betreffende club. Dit geldt echter niet meer voor alle clubs.
Een ander onderscheidend kenmerk dat een belangrijke rol heeft gespeeld voor de samenstelling van de huidige serviceclubs is het principe dat een professie maar één keer vertegenwoordigd mag worden binnen een lokale club. Wel was het mogelijk dat verschillende beroepen binnen een bepaalde professie lid konden worden. Een van de redenen voor dit principe was dat leden verschillende ideeën konden uitwisselen over elkaars professie, om daarvan dingen te leren die ook toepasbaar zijn in de eigen praktijk. Daarnaast speelden ook economische motieven een rol. Een serviceclub bleek namelijk een vruchtbaar netwerk te zijn waarin de verschillende leden elkaar opdrachten toe konden schuiven, zonder dat hierin sprake was van concurrentie. Een laatste reden voor het beroepsgroepenprincipe is dat op deze manier mensen zich konden onderscheiden van de rest. Immers, alleen de beste, meest gewaardeerde, of succesvolste in zijn of haar beroepscategorie werd uitgenodigd om lid te worden van een serviceclub.
Tegenwoordig is het echter zo dat niet iedereen zonder meer bereid is om lid te worden van een serviceclub. Precies de mensen die serviceclubs op het oog hebben - namelijk de meest succesvolle personen - wijzen lidmaatschap vaak af. Dit valt mede te wijten aan het stoffige imago dat serviceclubs hebben, maar daarnaast ook aan algemene trends van individualisering en de daarmee samenhangende dalende bereidheid bij mensen om zich in te zetten voor de samenleving en de maatschappij.

## Situatie in Nederland

### Aanwezige clubs
In Nederland zijn er twaalf bekende serviceorganisaties aangesloten bij de Stichting Serviceclubs in Nederland (SIN), het overlegorgaan en platform voor deze clubs. Dit zijn:
- Unie van de Soroptimistclubs (onderdeel van Soroptimist International)
- Kiwanis
- Lions Club
- Leo Club
- Fifty-One Club/Fifty-One International Ladies
- Nederlandsche Tafelronde
- Rotary International
- Rotaract
- Inner Wheel
- Ladies Circle
- Junior Chamber International
- Zonta

Daarnaast zijn er ook nog enkele andere serviceorganisaties, die niet participeren in het overlegorgaan zoals de Marnixring en 41 Club Nederland. Over het algemeen betreft dit nieuwere organisaties, waarvan de ontstaansgeschiedenis anders is dan de gevestigde clubs.

### Ledenaantallen
De clubs kennen een grote spreiding wat betreft ledenaantallen.
| Ledenaantallen Nederlandse serviceclubs per 1 juli 2017: | Ledenaantallen Nederlandse serviceclubs per 1 juli 2017: | Ledenaantallen Nederlandse serviceclubs per 1 juli 2017: |
| Club                                                     | Ledenaantal                                              | Aantal clubs                                             |
| -------------------------------------------------------- | -------------------------------------------------------- | -------------------------------------------------------- |
| Fifty-One                                                | 102                                                      | 8                                                        |
| Inner Wheel                                              | 2.827                                                    | 77                                                       |
| JCI                                                      | 2.132                                                    | 100                                                      |
| Kiwanis                                                  | 2.673                                                    | 125                                                      |
| Ladies' Circle                                           | 745                                                      | 56                                                       |
| Lions                                                    | 11.778                                                   | 415                                                      |
| LEO's                                                    | 103                                                      | 13                                                       |
| Rotary                                                   | 19.952                                                   | 528                                                      |
| Rotaract                                                 | 535                                                      | 50                                                       |
| Soroptimist International                                | 3.279                                                    | 104                                                      |
| Tafelronde                                               | 3.000                                                    | 199                                                      |
| 41 Club Nederland                                        | 200                                                      | 15                                                       |
| Zonta                                                    | 568                                                      | 23                                                       |
| Marnixring                                               | 15                                                       | 1                                                        |

### Belasting
De organisaties zijn als non-profitorganisaties gebruikelijk vrijgesteld van belasting. Donaties aan serviceclubs vallen vaak onder de regeling voor algemeen nut beogende instellingen (anbi). Dit verschilt echter per serviceclub.

## Situatie in België
Ook in België zijn meerdere serviceclubs actief, zoals:
- Marnixring
- Kiwanis
- Lions Club
- Leo Club
- 41 Club
- Fifty-One Club
- Rotary International
- Rotaract
- Junior Chamber International
- Ronde Tafel
- Soroptimist International
- Zonta
- Keltic Leopoldsburg
- Inner Wheel

## Onderzoek
Onduidelijk is wat de maatschappelijke bijdragen van serviceclubs precies zijn. Bij de werkgroep Filantropische Studies aan de Vrije Universiteit Amsterdam probeert men inzicht te krijgen in deze bijdragen van de serviceclubs in Nederland.